# Pântano de Endla
O Pântano de Endla (em estoniano:  Endla soostik) é um complexo de zonas húmidas no condado de Jõgeva, na Estónia. Este complexo é constituído por um dos maiores pântanos da Estónia.
A área do complexo é de 25.100 hectares.
Parte do complexo está sob proteção, integrado na Reserva Natural Endla.